# Zgoda (film)
Zgoda – polski film fabularny z 2017 roku, w reżyserii Macieja Sobieszczańskiego, według scenariusza Małgorzaty Sobieszczańskiej. 

## Obsada[2]
- Julian Świeżewski jako Franek Gruda
- Jakub Gierszał jako Erwin
- Zofia Wichłacz jako Anna Nowicka
- Danuta Stenka jako matka
- Wojciech Zieliński jako komendant Szlomo
- Paweł Tomaszewski jako kapral Wróbel
- Tomasz Sapryk jako Gerhard Althoff; rola dubbingowana przez Krzysztofa Franieczka(inne języki)
- Martyna Krzysztofik jako prostytutka
- Jacek Beler jako strażnik „Wysoki”
- Stanisław Cywka jako Józef
- Filip Krupa jako Antek
- Jakub Sasak jako Janek
- Rafał Garnecki(inne języki) jako „Chudy”
- Dariusz Chojnacki jako doktor Glombitza
- Magdalena Biegańska jako Gertruda
- Martin Bogdan jako kapo Walter Skutela
- Filip Pawlak jako więzień
- Kamil Studnicki jako więzień
- Marek Pyś jako więzień
- Marcin Gaweł(inne języki) jako więzień
- Andrzej Środziński jako więzień
- Paweł Latos jako więzień
- Paweł Grzybczyk jako więzień
- Marcin Popek jako więzień
- Katarzyna Wolak jako więźniarka
- Angelika Braun jako więźniarka
- Roksana Lewak jako więźniarka
- Zofia Zoń jako więźniarka
- Emilia Korsak jako prostytutka
- Monika Kłobukowska jako kobieta
- Katarzyna Zawistowska jako kobieta
- Adam Szyszkowski jako strażnik Karol Zaks
- Stanisław Sygitowicz jako strażnik Piotr Jasny
- Jakub Kamieński jako strażnik Robert Nawrocki
- Magdalena Jaworska jako rodząca kobieta
- Bartłomiej Kwiatkowski jako chłopak rodzącej
- Maria Dębska jako dziewczyna z apteki
- Marcin Roszak jako górnik
- Tadeusz Wojcieszek jako górnik
- Sławomir Drygalski jako członek komisji
- Artur Bednarek jako członek komisji
- Adam Pawlak jako członek komisji
- Maciej Wojciechowski jako kierowca gaza
- Jacek Braciak

## Fabuła
Akcja toczy się w 1945 w obozie pracy „Zgoda” w Świętochłowicach na Górnym Śląsku, utworzonym przez Urząd Bezpieczeństwa Publicznego w miejscu dawnego niemieckiego obozu koncentracyjnego Eintrachthütte (filia KL Auschwitz-Birkenau). W obozie osadzeni są Niemcy, Ślązacy i Polacy. Na jego teren dostaje się Franek (Julian Świeżewski), Ślązak, który chce ocalić uwięzioną w nim Annę (Zofia Wichłacz), w której jest zakochany. Zgłasza się w charakterze ochotnika do służby wartowniczej. Zostaje funkcjonariuszem Milicji Obywatelskiej. Spotyka tam swojego kolegę sprzed wojny Niemca Erwina (Jakub Gierszał), który również kocha Annę. Młodzi muszą zmierzyć się z wyzwaniami losu w warunkach ustawicznego terroru stosowanego w obozie kierowanym przez jego komendanta, którego postać oparto na biografii Salomona Morela (Wojciech Zieliński).